# Электронная сигарета
Электро́нная сигаре́та (ЭС, вейп, e-сигарета) — электронное устройство, генерирующее высокодисперсный аэрозоль, который вдыхает пользователь. Основные части устройства составляют мундштук, батарея и атомайзер, включающий нагревательный элемент, картридж или резервуар со специальной жидкостью-наполнителем. Жидкость обычно содержит никотин и ароматические добавки, в отдельных случаях — тетрагидроканнабинол. Процесс курения электронных сигарет и других подобных устройств называется вейпингом.
Факты свидетельствуют, что электронные сигареты вредны для здоровья и небезопасны. Из-за относительной новизны вейпинга по состоянию на 2020 год нет отчётливых представлений о его долгосрочном воздействии на здоровье. Воздействие электронных сигарет на здоровье сильно зависит от характеристик устройства (тип, характеристики, модификации пользователем), а также от индивидуальных особенностей пользователя (частота использования, длительность затяжки, двойное потребление). Трудности с определением масштаба негативного эффекта на организм от электронных сигарет связаны также с новизной продукта, недостатком длительных репрезентативных исследований и многообразием модельного ряда.
Исследования показывают, что вейпинг воздействует на защитные барьеры лёгких, снижая мукоцилиарный клиренс и провоцируя перибронхиальное воспаление и фиброз. Ряд веществ, содержащихся в аэрозоле устройств, проявляет мутагенные свойства, провоцирует окислительный стресс, связан с повышенным артериальным давлением. Вероятно, что потребление электронных сигарет увеличивает риск развития сердечно-сосудистых и онкологических заболеваний, неблагоприятных репродуктивных последствий. Растёт число доказательств, что электронные сигареты и вейпинг могут приводить к «поражению лёгких, связанному с потреблением вейпов и электронных сигарет», напоминающему острую двустороннюю пневмонию. Употребление электронных сигарет с содержанием никотина детьми и подростками в долгосрочной перспективе может привести к негативным последствиям для развития мозга и к никотиновой зависимости. Кроме того, молодые люди, использующие электронные сигареты, находятся под риском развития хронического бронхита.
Ряд исследований свидетельствует, что электронные сигареты менее вредны, чем обычные. Например, в 113-страничном отчете по результатам исследования для Министерства здравоохранения Англии указывается, что электронные сигареты на 95 % (в 20 раз) более безопасны по сравнению с обычными. Некоторые производители продвигают устройства как якобы безопасную альтернативу курению. Однако эффективность вейпов при отказе от курения мало изучена, а всесторонних исследований рисков для здоровья недостаточно. ВОЗ сомневается в результативности и безопасности электронных сигарет. Эксперты организации, а также представители Американского онкологического общества и Управление по санитарному надзору за качеством пищевых продуктов (FDA) выражают озабоченность популярностью вейпинга и рекомендуют полностью отказаться от курения в любых его формах.
Кроме того, исследователи считают выгоды общественного здравоохранения от сокращения табачной эпидемии за счёт популяризации электронных сигарет сомнительными, так как растёт привязанность к новым средствам доставки никотина среди ранее не куривших. ЭСДН зачастую внешне похожи на сигареты, их популярность способна подорвать борьбу против употребления табака за счёт нормализации образа курильщика.

## История
Прототипы электронных испарителей известны с начала XX века. В 1927—1930 годах американский учёный Джозеф Робинсон запатентовал подобное устройство для вдыхания лекарственных средств. Заявки на идентичные конструкции подавались и позднее, но устройства не вошли в обиход.
Во второй половине XX века возросшее число исследований о вреде табакокурения продемонстрировало производителям необходимость инвестировать в разработку потенциально менее вредной системы доставки никотина. Первые разработки в этой области относятся к началу 1960-х годов, когда British American Tobacco запустил проект Ariel. Хотя конструкция была запатентована, продукт не вышел на рынок. Также изобретение первого прототипа электронной сигареты приписывают Герберту А. Гилберту, который в 1965-м запатентовал устройство, напоминающее современные электронные сигареты. Четырнадцать лет спустя изобретатель Фил Рэй вместе с личным врачом Норманом Якобсоном создал первую коммерческую вариацию электронной сигареты. Именно в этот период глагол vape (от англ. vapor — испарение, пар, туман) стали использовать для описания процесса потребления никотина с помощью такого устройства, но разработка не была коммерчески успешной. В течение 1980—1990-х годов ряд компаний и исследователей предлагал вариации электронных сигарет. Например, в 1985 году компания Philip Morris получила патент на сходный продукт под названием Premier, который также не был выпущен на рынок.
Изобретателем современных вейпов считают китайского фармацевта Хон Линка, который предложил использовать ультразвук для испарения жидкости, содержащей никотин. Вскоре после патентования наработок компанией Ruyan Technology в 2004 году они стали доступны во всём мире, выйдя на европейский и американский рынки в 2006 и 2007 годах, соответственно. К 2014 году Ruyan Technology зарегистрировала патенты в 40 странах. В течение этого периода конструкция электронных сигарет продолжала развиваться. Большинство табачных компаний использовало нагревательный элемент с батарейным питанием вместо ультразвуковой технологии. Так, британские предприниматели Умер и Тарик Шейх предложили картомайзер, который объединяет нагревательную спираль и жидкостную камеру. В дальнейшем конструкция получила широкое распространение.
На начало 2014 года насчитывалось 466 брендов электронных сигарет и более 7,5 тысяч уникальных вкусов. Более половины населения мира проживало в странах, где доступны электронные сигареты. Но некоторые государства, например, Бразилия и Уругвай, ввели полный запрет на подобную продукцию, другие — ввели ограничения к составу жидкости и к продвижению ЭС. По состоянию на 2019 год 95 % электронных сигарет производилось в Китае, где существуют минимальные ограничения. Наиболее крупными компаниями на рынке электронных сигарет являлись: British American Tobacco (Vype, Vuse), Imperial Tobacco (Blu, Jai), Japan Tobacco International (Logic), Altria и Philip Morris International (англ. JUUL Labs), Nu Mark (дочерняя компания Altria, производящая MarkTen).

## Классификация

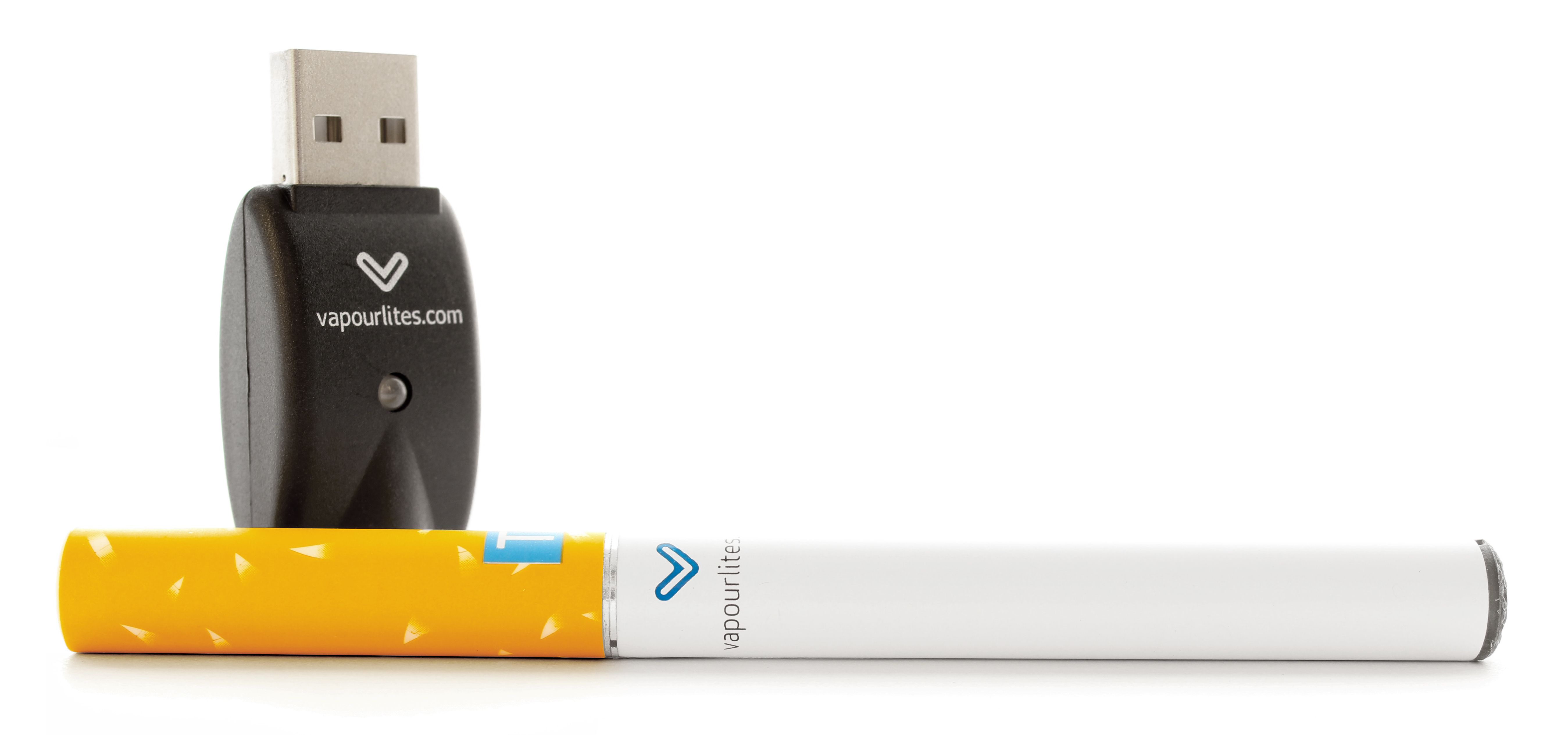
Электронная сигарета первого поколения, напоминающая табачную сигарету, с аккумулятором, который можно отсоединить и зарядить с помощью зарядного USB-устройства

Под электронными сигаретами подразумевают как электронные устройства доставки никотина (ЭСДН), так и устройства с безникотиновыми наполнителями. Они известны под разными названиями: альтернативные системы доставки никотина (ANDS), электронные кальяны, моды, вейпы и испарители. Управление по санитарному надзору за качеством пищевых продуктов и медикаментов (FDA) и некоторые исследователи относят к электронным сигаретам также системы нагревания табака. Электронные сигареты доступны во многих формах и размерах. Они могут выглядеть как сигареты, сигары, трубки или USB-накопители. Последний тип устройств может использоваться людьми, пытающимися скрыть свою зависимость. Многообразие форм и названий зачастую вызывает путаницу у потребителей.
Электронные сигареты не содержат листьев табака, но многие из них содержат никотин. Поэтому, например, FDA классифицирует их как «табачные изделия». C 2020—2021 годов в России электронные сигареты также приравнивают к табачной продукции. Но уровни никотина не одинаковы в разных типах электронных сигарет, а иногда на этикетках продуктов не указывают истинного содержания алкалоида.
Выделяют одноразовые и перезаряжаемые электронные сигареты; одноразовые иногда называют устройствами первого поколения. Зачастую они состоят из батарей малой ёмкости и подлежат утилизации, когда жидкость закончилась. Ранние модели ЭС внешне имитируют традиционные сигареты и оснащены светодиодом на конце устройства, который загорается при затяжке. Более распространённое второе и третье поколение ЭС пользователь может использовать продолжительное время, подзаряжая аккумулятор через USB-порт или от электрической сети. Устройства позволяют регулировать подачу жидкости и менять картриджи по необходимости. Их форма обычно отличается от сигаретоподобных цилиндров.
Использование электронных сигарет часто называют «вейпингом» (от англ. vapor — испарение, пар). Но на самом деле пользователь ЭС вдыхает аэрозоль, который состоит из мелкодисперсных частиц и отличается от водяного пара. Он зачастую содержит никотин, а также ряд других веществ, которые связывают с развитием зависимости и злокачественных опухолей, заболеваний лёгких и сердца. Существует также термин «джулинг» (от англ. JUULing), он относится к использованию определённой марки Juul, вся продуктовая линейка которой содержит никотин.

## Конструкция
См. также: Конструкция электронной сигареты

Схема работы электронной сигареты, 2017 год

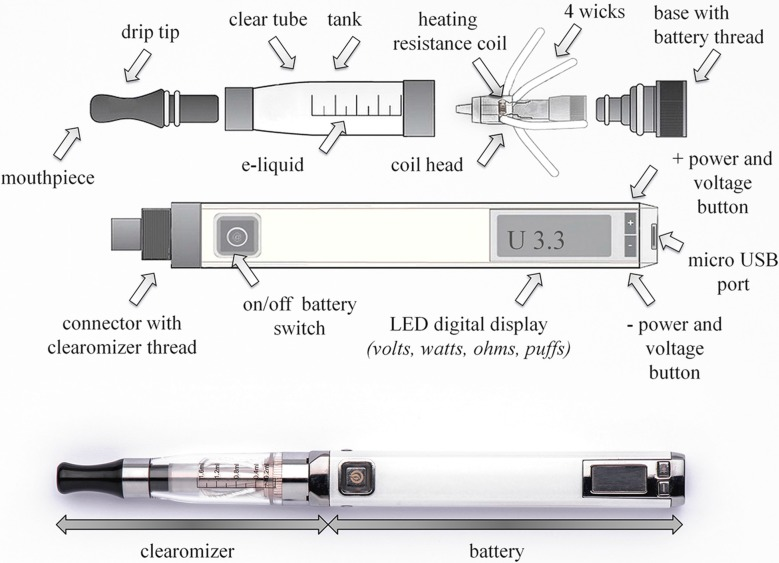
Составные части электронной сигареты, 2015 год

Электронные сигареты — это класс курительных устройств, основными элементами которого являются мундштук, литиевая батарея и атомайзер, включающий нагревательный элемент, картридж или резервуар со специальной жидкостью-наполнителем. Когда потребитель имитирует курение и затягивается, активируются датчик воздушного потока и нагревательный элемент испаряет поступающую к нему жидкость, образуя аэрозоль. Он может содержать различную концентрацию никотина и вредных веществ, в зависимости от состава жидкости-наполнителя и мощности устройства. Вейпы имеют общий базовый дизайн, но устройства могут включать множество взаимозаменяемых частей, позволяющих пользователям адаптировать продукт под собственные предпочтения. Некоторые оснащены кнопками для активации нагревательного элемента.
Батарея устройства представляет собой герметичный блок — перезаряжаемый, одноразовый или заменяемый пользователем. Для некоторых брендов доступны портативные заряжаемые чехлы. Для питания могут быть использованы никель-кадмиевые (NiCa), никель-металлогидридные (NiMh), литий-ионные (Li-ion), щелочные, литий-полимерные (Li-poly) и литий-марганцевые (LiMn) батареи. Напряжение обычно подаётся вручную, путём нажатия кнопки.
Нагревательный элемент зачастую представляет собой спираль из резистивных проводов различных металлов (например, никеля) или металлических сплавов (например, нихрома). Металлические детали иногда спаяны свинцом. Никель и хром классифицируются FDA как «вредные и потенциально опасные компоненты»: никель обозначен как канцероген и респираторный токсикант, а хром — как канцероген, респираторный и репродуктивный токсикант. Спираль испарителя присоединена к источнику электроэнергии и заключена в тканевый фитиль, пропитанный жидкостью-наполнителем. Её нагрев варьируется в зависимости от сопротивления металлов и мощности батареи, достигая температуры 100—350 °C. Чем ниже сопротивление, тем больше тепла вырабатывается. Мощность ранних моделей ЭС достигала только 10 Вт, но у моделей 2019 года показатель мог превышать 250 Вт. Более того, многие устройства последнего[когда?] поколения позволяют пользователям заменять катушки и напрямую регулировать напряжение, что позволяет увеличить количество производимого аэрозоля, но способствует повышенному образованию летучих карбонильных соединений.

## Жидкость
Как правило, жидкость для ЭС включает никотин, растворители (например, пропиленгликоль, глицерин) и ароматизаторы. Около 10—20 % её объёма составляет вода. Также в аэрозоле обнаружены карбонильные соединения, летучие органические вещества (ЛОВ), нитрозамины и тяжёлые металлы. Эти вещества вызывают особое беспокойство научного сообщества, потому что могут стать причиной развития ряда заболеваний. Например, ЛОВ в определённых уровнях вызывает раздражение глаз, носа и горла, головные боли и тошноту, повреждают печень, почки и нервную систему. Обнаруженные в аэрозоле карбонильные соединения включают известные канцерогены, например, формальдегид и ацетальдегид, также акролеин, участвующий в патогенезе сердечно-сосудистых заболеваний.

### Растворители
Пропиленгликоль и глицерин — основные растворители, используемые в жидкостях. Они составляют 80—97 % состава большинства наполнителей и подвергаются частичному разложению при контакте с нагревательной спиралью. В результате образуется несколько токсикантов, включая карбонилы. Например, оксид пропилена, классифицируемый Международным агентством по изучению рака как канцероген, или акролеин, который, как считается, способствует неблагоприятным респираторным и сердечно-сосудистым эффектам. Кроме того, пропиленгликоль в аэрозольной форме является раздражителем дыхательных путей, а растительный глицерин может быть токсичным в высоких дозах. Известно, что гликоли обладают гигроскопичными свойствами и вытягивают влагу из слизистых тканей. Оба растворителя используются для создания театрального тумана, который, как было обнаружено, раздражает лёгкие после концентрированного воздействия. Влияние на здоровье длительного ежедневного вдыхания аэрозоля этих веществ неизвестно.

### Ароматизаторы
К 2019 году количество вкусов для ЭС превышало 15 тысяч вариаций. Они подразделяются на две основные группы: табачные и нетабачные ароматы. Ко вторым относятся ментол, орехи, специи, кофе/чай, алкоголь и другие напитки, фрукты, конфеты и другие сладости. Вкусовые добавки представляют особую опасность, так как способствуют росту популярности электронных сигарет и развитию никотиновой зависимости у потребителей, в особенности у молодёжи. Эксперты Всемирной организации здравоохранения (ВОЗ) допускают, что при отсутствии привычного вкуса потребители могут перейти на сигареты.
Неизвестно влияние большинства пищевых ароматизаторов на лёгкие человека после их нагрева и испарения. По крайней мере четыре компонента, которые были обнаружены в аэрозоле электронных сигарет, вызывают проблемы со здоровьем:
- диацетил (маслянистый ароматизатор) и ацетилпропионил связаны с развитием облитерирующего бронхиолита;
- бензальдегид (фруктовый аромат) является цитотоксическим и генотоксичным;
- коричный альдегид (ароматизатор корицы) может вызывать воспалительную реакцию в клетках лёгких.

Даже при строгом контроле состава неопределённые последствия длительного вдыхания ароматизаторов, пропиленгликоля и глицерина в аэрозольной форме создают потенциальную угрозу здоровью пользователей.

### Алкалоиды
В аэрозолях электронных сигарет никотин присутствует в более биодоступной форме, чем в традиционных табачных продуктах. Поэтому в некоторых условиях электронные устройства справляются с его доставкой так же эффективно, как и сигареты, а иногда они позволяют достигать максимальных показателей алкалоида в плазме крови даже быстрее. Но результаты зависят от множества факторов, включая характеристики устройств, форму вещества в аэрозоле и длительность затяжки. Например, если мощность устройства составляет 7,3 Вт, а содержание никотина в жидкости — 36 мг/мл, то при десяти затяжках длительностью более 5 секунд объём поступающего в кровь алкалоида выше, чем при курении сигареты. В некоторых случаях концентрация никотина в жидкости может достигать 59 мг/мл. Тем не менее, полномасштабных исследований на эту тему недостаточно.
Большинство существующих научных работ фиксирует как минимум 10-процентную разницу между заявленным и реальным содержанием никотина в жидкостях ЭС. По другим данным, разница между уровнями никотина варьируется в диапазоне до 50 %, что затрудняет оценку негативного эффекта ЭСДН. Например, содержание алкалоида в пяти популярных в Великобритании марках жидкостей могло достигать 33 мг/мл вместо заявленных максимальных 24 мг/мл. Из проданных в 2020 году в России по меньшей мере 50 млн одноразовых ЭСДН часть не содержала на упаковке информации на русском языке, а содержание никотина могло превышать максимально допустимые 24 мг/мл. Почти половина исследований, приводимых ВОЗ, показала, что некоторые маркированные как «не содержащие никотин» продукты в действительности имеют измеримый уровень никотина, а примерно 5 % — значительный. Но крупномасштабных экспериментов на эту тему также не проводилось.
Помимо никотина, жидкости для электронных сигарет могут включать незначительные табачные алкалоиды (анабазин или анатабин) и специфические для табака нитрозамины. Они попадают в состав вместе с извлекаемым из табачных листьев никотином и имеют сходное действие, хотя их уровни традиционно незначительны.

### Неникотиновые токсиканты
Токсиканты, образующиеся при нагревании жидкости, включают металлы, летучие альдегиды, диэтиленгликоль и этиленгликоль, этанол, ацетальдегид, ацетон, бензол и другие фураны. Их содержание варьируется в зависимости от марки и мощности устройства. Например, концентрация альдегидов в аэрозоле удваивается при увеличении мощности устройства с 4,1 Вт до 8,8 Вт, и резко возрастает, когда мощность превышает 11,7 Вт.
Вызывающий злокачественные опухоли формальдегид в аэрозоле электронных сигарет образуется, если жидкость перегревается или если к нагревательному элементу поступает недостаточно жидкости (эффект «сухой затяжки»). Нагревание подсластителей (например, сорбита, глюкозы и сахарозы) приводит к образованию токсичного класса соединений — фуранов. В отдельных случаях их содержание было сопоставимо с показателями в сигаретном дыме. И хотя содержание бензола, например, при мощности ЭС до 13 Вт ниже, чем в сигаретном дыме, уже само наличие вещества и зависимость его концентрации от характеристик устройств предполагает, что мощные ЭС представляют особую проблему для общественного здравоохранения.
Анализ 11 брендов первого поколения ЭС выявил содержания металлов в большинстве из них. В некоторых случаях концентрации веществ были значительно выше, чем в обычных сигаретах. Среди металлов, встречающихся в аэрозоле ЭСДН, выделяют: хром, никель, олово, серебро, кадмий, ртуть и алюминий.

## Потребление
Рынок электронных сигарет быстро развивается, несмотря на сомнения в их безопасности. Аналитики Canaccord Genuity зафиксировали рост годовых продаж электронных сигарет с 20 млн долл. в 2008 году до 3 млрд долл. в 2013 году (для сравнения, весь мировой табачный рынок оценивался в 800 млрд долларов). В этот период общая стоимость европейского рынка электронных сигарет составляла 400—500 млн евро, американского — около 500 млн долл.. К 2012 году запрет производства, импорта и продажи ЭСДН действовал только в Бразилии, Сингапуре, Уругвае и на Сейшельских Островах, частичное регулирование — в Бельгии, Республике Корея, Венгрии, Великобритании. Стоимость одного устройства сроком службы до трёх лет составляла 50—150 долларов в зависимости от марки. Цена на одноразовые электронные сигареты варьировалась от 2 до 13 долл.. На 2014-й насчитывалось по меньшей мере 466 брендов ЭС, глобальные объёмы продаж, по данным Euromonitor, составили 7 млрд долл..
В 2014—2018 годах объём мирового рынка электронных сигарет увеличился более чем вдвое с 6,8 млрд до около 15,7 млрд долларов; к 2019 году он вырос до 20,2 млрд долларов, и, по оценкам Бюро промышленности и безопасности США, к 2021 году достиг 32 млрд долларов. Самыми крупными рынками являлись США и страны Западной Европы. Только в Великобритании объёмы продаж составили 2,9 млрд долларов. Предположительно, основным направлением развития международных компаний оставался Азиатско-Тихоокеанский регион, где с 2014 по 2018 годы наблюдалось увеличение показателя почти вдвое до 1,4 млрд долларов и резкий рост в 2019-м до 2,2 млрд долларов. Ожидалось, что во всём мире к 2025 году среднегодовой темп роста рынка электронных устройств для курения составит 100 %, с наибольшими показателями в Индии и Китае.
В России продажи электронных сигарет также стремительно растут, несмотря на ужесточение контроля со стороны правительства. По данным компании «Директ Инфо», объём рынка электронных сигарет в 2017 году составил 11,7 млрд рублей, число пользователей — около 4 млн человек. Для сравнения, общее число взрослых курильщиков в стране достигало 35 миллионов. В 2020 году продажи электронных устройств в России с учётом систем нагревания табака достигли 645,2 млн долларов. При этом доля нелегального онлайн-рынка табачной продукции и электронных сигарет в Рунете превышала 500 млн рублей. По прогнозам, к 2023 году сегмент систем нагревания табака и вейпов в стране увеличится до 3,7 млрд долларов.
На развитие рынка электронных сигарет напрямую влияет национальная политика. Так, одной из главных причин распространения электронных сигарет в России до 2019 года являлось полное отсутствие контроля их продаж и рекламы, возможность курить в общественных местах. После принятия в 2020—2021 годах законов, приравнивающих электронные сигареты к табачным изделиям, отдельные бренды заявили об уходе с российского рынка, например, Juul закрыл розничные магазины.

### Активное курение
Взрослые
Электронные средства доставки никотина более популярны среди нынешних или бывших курильщиков, чем среди никогда не пробовавших сигареты. В этой группе почти каждый второй из опрошенных в Европейском союзе назвал желание частичной или полной альтернативы курению причиной для использования электронных сигарет. Одна из основных групп потребителей ЭСДН — курильщики-мужчины среднего возраста (30—40 лет), которые используют устройства, чтобы отказаться от вредной привычки. Однако на 2020 год отсутствовали научные данные об эффективности ЭСДН как вспомогательного средства в отказе от курения. Среди убеждений, являющихся поводом к использованию электронных сигарет, также встречаются:
- Экономия средств — некоторые пользователи считают их экономически доступнее традиционных сигарет[64]. Но исследования на этот счёт противоречивы, а в опросах британских курильщиков 2013 года более половины респондентов называли ЭСДН слишком дорогостоящими[51].
- Безопасность — многие пользователи считают ЭСДН менее вредными, чем обычные сигареты[51]. Тем не менее, токсичность и долгосрочное воздействие электронных сигарет на здоровье неизвестны[22].
- Стремление избежать ограничений на курение — до 40 % респондентов заявляли, что используют ЭСДН для обхода запрета на курение в общественных местах[51].
- Сходство с традиционными сигаретами и многообразие ароматов — многим пользователям нравится, что ЭСДН напоминают или ощущаются как обычные сигареты[51]. Эксперты ВОЗ отмечают, что этот аспект может быть опасным в распространении табачной эпидемии[28].

Число потребителей электронных сигарет в мире выросло с 7 млн человек в 2011 году до 35 млн в 2016-м. По некоторым данным, до 20 % из пробующих электронные сигареты курильщиков становятся постоянными пользователями этих устройств. При этом уже в 2014 году доля взрослого населения, хоть раз употреблявшего электронные сигареты, составляла в разных странах от 3 % до 7 %. Среди курильщиков в США и Великобритании доля регулярно использующих эти утсройства достигала 11—15 %, а среди некурящих — 0,5—1 %. Осведомлённость об электронных продуктах среди курильщиков так же выше — 79 % против 38 % среди некурящих. За 2017—2018 годы доля всех взрослых, однажды использовавших ЭСДН в течение месяца, в США и ЕС выросла с 2 % до 3,2 %. Наибольшую распространённость в европейском регионе показатель достигал в Великобритании (6,2 %). В исследовании десяти других стран мира того периода он не превышал 4 %.
В опросах американских взрослых 2015 года 3,7 % сообщило о регулярном использовании электронных сигарет. Наибольший показатель отмечен в возрастной группе 18—24 лет. Средний пользователь делает около 120 затяжек в день и наполняет устройство около пяти раз; 97 % потребителей используют электронные сигареты с никотином.
Предположительно, к 2020 году во всём мире насчитывалось 68 миллионов вейперов. Но эксперты отмечают нерелевантность многих опросов о популярности электронных сигарет среди населения. Например, производители избегают слова «сигарета», продвигая свой продукт, и молодые потребители могут не ассоциировать ЭС с ними. Кроме того, термин «когда-либо использовавший» относят к людям, которые попробовали ЭС хотя бы один раз. Но, по некоторым данным, около трети «когда-либо использовавших» респондентов являются на самом деле регулярными потребителями, а около 10—15 %, как ожидается, ими станут.
Несовершеннолетние
Электронные сигареты являются самым распространённым табачным изделием у молодёжи. В 2011—2012 годах в опросах американских школьников 6—12 классов курильщики электронных сигарет составляли 1,1 %—2,1 %. Около 1,78 миллиона учащихся старших и средних школ по всей стране пробовали электронные сигареты. Большинство постоянных потребителей ЭС сообщало, что продолжает курить одновременно с потреблением электронных сигарет. Но уже в период с 2017 по 2019 год доля регулярных курильщиков электронных сигарет варьировалась от 0,7 % среди японских школьников до 18,4 % среди украинских, при среднем показателе в 22 странах 8,1 %. В США примерно за тот же период распространённость курения среди учащихся старших классов увеличилась с 11,7 % до 19,6 % в 2020-м, среди учащихся средней школы — с 0,6 % до 4,7 %. Так, по данным FDA, в стране насчитывалось 3,6 миллиона учащихся средних и старших классов, употребляющих электронные сигареты.
FDA и Главный хирург США считают, что использование электронных сигарет молодыми людьми достигает масштабов эпидемии. Оно вызывает особую тревогу, так как воздействие никотина в юном возрасте может иметь длительные разрушительные последствия для развития мозга. Но подростки воспринимают ЭСДН как здоровую альтернативу обычным сигаретам: в опросах 2015 года только 15 % студентов были осведомлены о потенциальном вреде для здоровья от ЭСДН. Популярность электронных устройств может сыграть роль в том, что некоторые дети или подростки захотят попробовать другие, более вредные табачные изделия. Предположительно, молодые потребители ЭСДН, никогда ранее не курившие сигареты, как минимум удваивают свои шансы начать курить обычный табак позднее. Таким образом, популярность электронных сигарет может привести к нормализации курения. При этом отчёт Национальной академии наук, инженерии и медицины за 2018 год продемонстрировал как прямую, так и обратную связь между курением и вейпингом: ранее не курившие подростки более склонны попробовать табак после ЭС, но ранее курившие могут, наоборот, отказаться от сигарет.
Популярность электронных сигарет среди молодёжи во многом связана со вкусовыми добавками, а не стремлением бросить курить. В опросах 2013—2014 годов более 80 % молодых респондентов называли привлекательные ароматы основной причиной развития привычки. К 2020-му 8 из 10 молодых курильщиков ЭС использовали ароматизированные жидкости-наполнители. Наиболее популярными среди них были вкусы фруктов, мяты, конфет и ментола.
Несмотря на явное присутствие никотина в электронных сигаретах, подростки часто не осознают этого. Подобные заблуждения потенциально способствуют распространению неправильных представлений о рисках для здоровья и аддиктивном характере вейпов. При этом несовершеннолетние особенно подвержены никотиновой зависимости: большинство (90 %) курильщиков начинает курить в возрасте до 18 лет. Признаки зависимости у них могут проявляться даже при нерегулярном потреблении. Кроме того, электронные системы доставки никотина слабо контролируются и более доступны для несовершеннолетних. Подростки могут обходить законы о возрастном ограничении на покупку электронных сигарет, приобретая их онлайн. И, например, канадские студенты в опросах заявляли, что для них «достаточно легко» или «очень легко» приобрести электронную сигарету.

### Пассивное курение

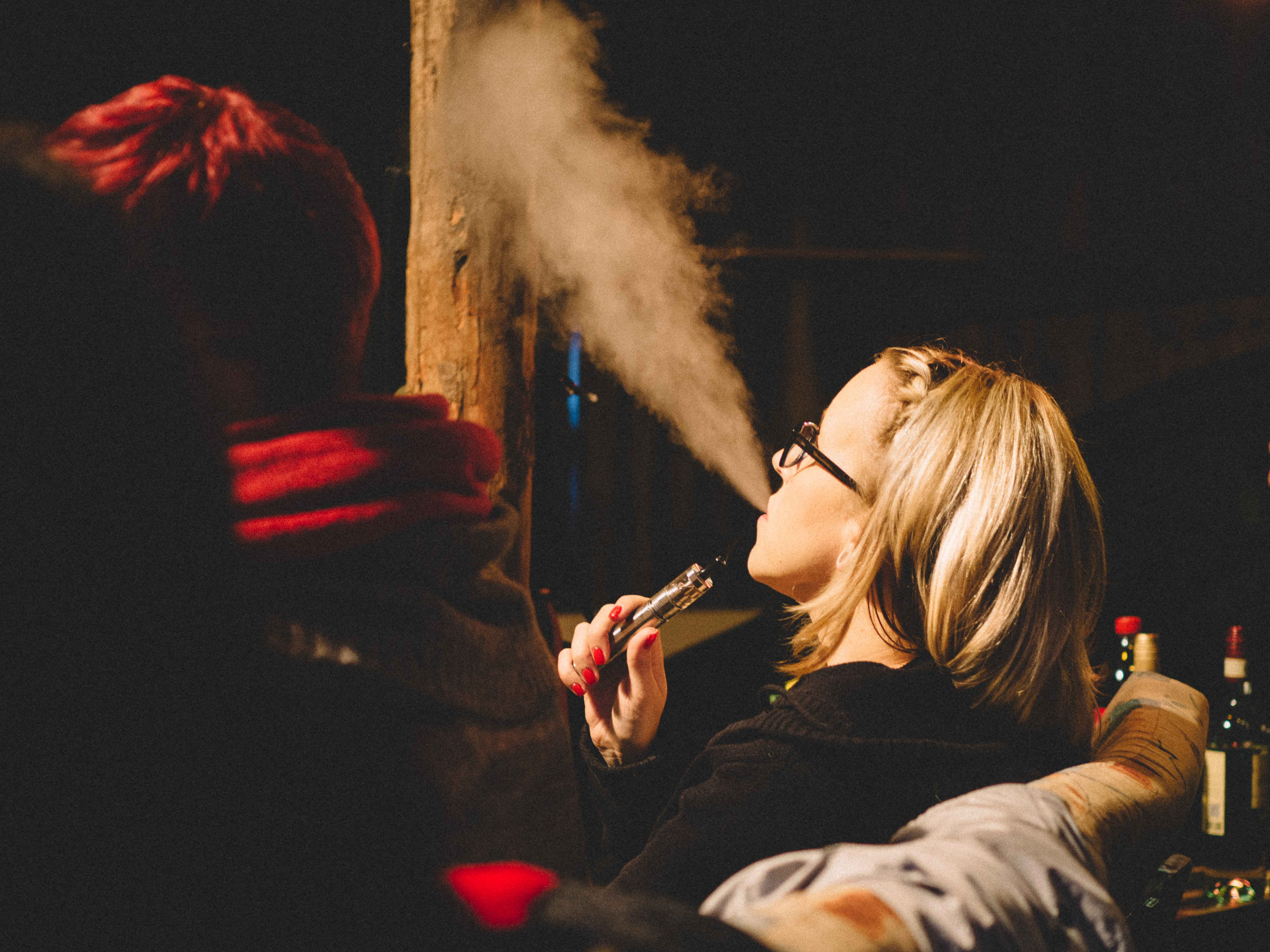
Вторичный аэрозоль, выдыхаемый вейпером, 2016 год

Аэрозоль электронной сигареты образуется в момент затягивания пользователем, но часть пара поступает в окружающую среду при выдохе. Таким образом, вейперы увеличивают концентрацию ультрамелких твёрдых частиц, летучих органических соединений и никотина в воздухе. Анализ такой среды показал присутствие формальдегида, акролеина, изопрена, ацетальдегида и уксусной кислоты, но их уровни в 5—40 раз ниже, чем во вторичном дыме сигареты. Также ЭСДН повышают уровень никотина, пропиленгликоля, глицерина, твёрдых частиц и алюминия в окружающей среде. Аэрозоль электронной сигареты состоит в основном из смеси водных капель и капель увлажнителя, тогда как частицы вторичного табачного дыма представляют собой сложные органические компоненты, которые содержат известные или предполагаемые канцерогены. И в целом отрицательный эффект от вторичного аэрозоля ЭС примерно в 10 раз меньше. Хотя негативное воздействие компонентов менее выражено, оно всё равно не соответствует допустимому Рамочной конвенцией ВОЗ по борьбе против табака.
На 2020 год последствия пассивного курения ЭС неизвестны, так как не существовало достаточного числа соответствующих исследований. Но эксперты ВОЗ полагают, что оно представляет риски для здоровья окружающих, хотя и более низкие по сравнению со вторичным табачным дымом. Американское онкологическое общество отмечает, что запрет курения в школах, на предприятиях, в медицинских и в других учреждениях должен также распространяться на электронные сигареты.

### Развитие никотиновой зависимости

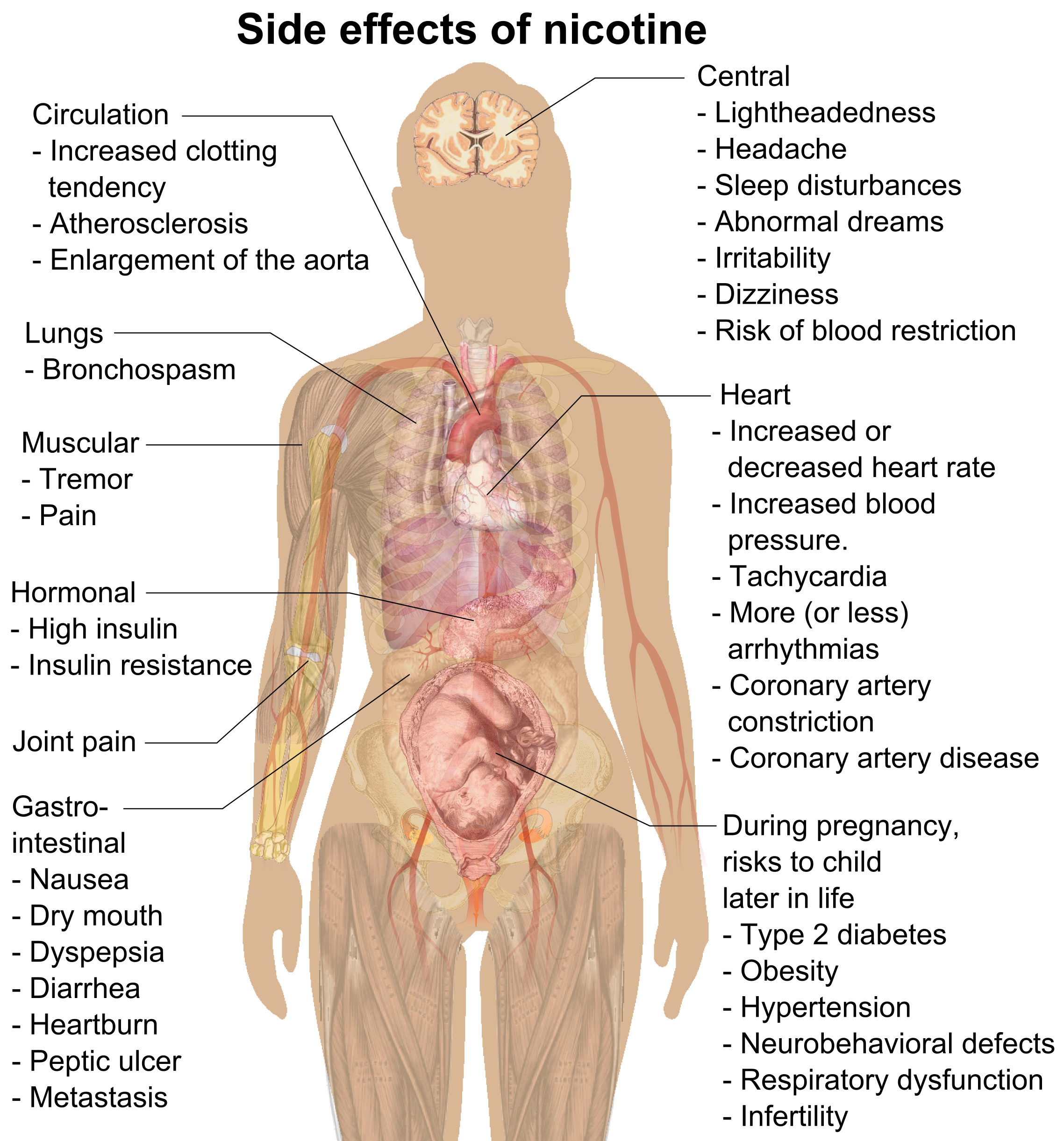
Основные побочные эффекты никотина

Электронные средства доставки никотина вызывают зависимость, так как их использование связано с вдыханием аэрозоля, насыщенного алкалоидом. Предположительно, потенциал привыкания у таких продуктов выше традиционных сигарет. Исследование 2019 года зафиксировало в два раза более высокий уровень зависимости у вейперов, чем у потребителей табака.
Количество никотина, вдыхаемого пользователями, сильно варьируется в зависимости от характеристик электронной сигареты. Например, JUUL обычно содержат значительно большее количество никотина на затяжку, чем другие типы электронных сигарет и могут вызывать большее привыкание. Разница в уровне никотина между устройствами первого и последующих поколений может превышать 70 %. В аэрозоле более мощных устройств увеличивается не только уровень никотина, но и содержание других токсичных веществ, например, альдегидов. Кроме того, содержание никотина на затяжку в одном устройстве может различаться на 40 %. Как правило, электронные устройства требуют более сильного вдоха, чем традиционные сигареты, и последствия этого для здоровья могут быть неблагоприятными. В аэрозолях электронных сигарет никотин присутствует в более биодоступной форме, чем в традиционных табачных продуктах. Установлено, что курение вейпов приводит к появлению симптомов никотиновой зависимости. Их тяжесть зависит от характеристик продукта.
Молодые пользователи ЭСДН, не курившие ранее, с большей вероятностью попробуют традиционные сигареты. Шансы, по разным данным, увеличиваются в 2—4 раза. Существует несколько мнений относительно причин такого поведения. Первое предполагает, что молодые потребители электронных сигарет пристрастились бы к вредной привычке в любом случае из-за склонности к рискованному поведению. Вторая теория связывает поведенческие особенности потребителя электронных сигарет и курильщика. Так, ЭСДН часто имитируют внешний вид табачных изделий, и сходство облегчает переход от одного продукта к другому. Сторонники третьего подхода называют электронные сигареты «катализатором», который делает курение более доступным, предлагает схожий опыт и формирует образец поведения. Тем не менее, доказать любую из теорий сложно.
Другой важный аспект популярности вейпов — «нормализация» привычки курить. Некоторые эксперты называют электронные сигареты «воротами» для распространения табачной эпидемии. В отличие от никотинзаместительной терапии, электронные сигареты носят развлекательный характер. Они могут привлечь нежелательных пользователей продукта, например, несовершеннолетних. Так, молодые люди могут ошибочно подумать, что вейпинг социально приемлем в общественных местах, видя выдыхающих аэрозоль сверстников. Зачастую они не считают электронные устройства опасными или сопоставимыми по уровню вреда с сигаретами. Это может помешать широкомасштабным антитабачным мерам правительств в рамках Рамочной конвенции ВОЗ.

### Двойное потребление
Оценка эффекта от ЭС релевантна только при отказе от одновременного потребления других табачных изделий. Но зачастую курильщики электронных сигарет используют их в дополнение к традиционным. Такое поведение получило название двойное или многократное потребление.
Зачастую курильщики используют вейпы вместо проверенных методов лечения табачной зависимости (например, никотиновых пластырей или жвачки). ВОЗ признаёт, что полный отказ от курения традиционных сигарет в пользу электронных помогает снизить влияние ряда опасных соединений. Оно приводит к снижению краткосрочных неблагоприятных последствий для некоторых систем органов. Но в случае двойного использования, когда курильщики потребляют никотин из традиционных и электронных сигарет, негативное воздействие на организм, наоборот, возрастает. Таким пользователям сложнее отказаться от курения.
В 2013—2017 годах Национальное обследование здоровья корейцев показало, что у двойных курильщиков никотиновая зависимость сильнее, чем у курильщиков только сигарет. Соответственно, у них сильнее проявляются симптомы зависимости и её последствия, включая повышенный риск сердечно-сосудистых и респираторных заболеваний. У таких курильщиков зафиксированы более высокие уровни биомаркеров окислительного стресса. Тем не менее, к 2018 году распространённость курения среди вейперов достигала 40 %.

## Снижение вреда
Популярность устройств во многом обусловлена заявлениями производителей о помощи ЭСДН в сокращении симптомов отмены. Это может быть связано с психоповеденческими (имитация курения) и химическими (доставка никотина) аспектами. Однако эффективность вейпов при отказе от курения мало изучена, а всесторонних исследований рисков для здоровья от вдыхания аэрозоля не проводилось. И ряд исследователей сравнивает вейпы с бумажными фильтрами и «лёгкими сигаретами», которые изначально продвигали как стратегии снижения вреда. ВОЗ сомневается в их результативности и безопасности. Медицинское сообщество считает необходимым дальнейшее изучение проблемы.
Основные причины разногласий по этому вопросу — многообразие моделей и марок электронных сигарет, а также нерепрезентативность большинства исследований. Даже авторы, фиксирующие умеренную эффективность никотиновых и безникотиновых ЭС, отмечали существенную ограниченность своих работ и призывали к дополнительным исследованиям:
- Великобритания (2012) — респонденты отмечали снижение тяги курить в течение 20 минут после использования ЭС. Не наблюдалось значительных различий между никотиновыми электронными сигаретами и никотиновыми ингаляторами[33].
- Италия (2012) — через 24 недели 13 из 40 участников, использующих ЭС в течение 24 недель, вполовину сократили потребление сигарет, 9 — смогли воздержаться полностью[33].
- Новая Зеландия (2013) — 7,3 % респондентов, использующих никотиновые ЭСДН, смогли воздерживаться от курения в течение 6 месяцев, против 4,1 %, курящих электронные сигареты с плацебо[33].
- Италия (2013) — результаты не показали разницы между курильщиками, использующими никотиновые и безникотиновые ЭС в течение 12 недель. Непрерывный отказ наблюдался у 4—17 % респондентов (у 4—13 % на 52-й неделе). При этом зафиксированы нежелательные побочные эффекты: кашель (26 %), сухость во рту (22 %), одышка (20 %), раздражение горла (17 %) и головная боль (17 %)[33].
- США (2018) — анализ 91 работы из Австралии, Европы, Ирана, Кореи, Новой Зеландии и США показал непоследовательность существующих исследований. Только одна из работ включала сравнение электронных сигарет с никотиновыми пластырями, остальные — были отмечены различной методологией и способами оценки. Средняя доля отказавшихся от табака на срок 6—8 месяцев среди потребителей ЭСДН составила 29,1 %[81].
- Великобритания (2021) — результаты показали, что использующие никотиновые ЭС более вероятно отказываются от курения на срок минимум 6 месяцев, чем при использовании никотинзаместительной терапии или безникотиновых ЭС[82].

Одни исследователи сравнивают вейпы с никотиновыми пластырями, другие — сообщают об их потенциальной опасности в дальнейшем распространении табачной эпидемии. Например, известно, что после электронных сигарет молодые никогда не курившие люди в два раза чаще начинают экспериментировать с табакокурением. Также существует мнение, что электронные устройства для курения, наоборот, повышают вероятность рецидива. Например, анализ использования жидкостей для ЭС с концентрацией никотина 18 мг/мл в 2014 году в Греции не подтвердил эффективности ЭС в качестве альтернативы табакокурению. Ряд исследований 1990—2018 годов также не зафиксировал увеличения количества отказов от курения среди потребителей ЭСДН. Метаанализ 64 исследований, проведённый американскими учёными в 2021 году, показал, что использование вейпов в качестве потребительского продукта не связан с отказом от курения среди взрослого населения в целом.
Эффективность ЭСДН также зависит от личных особенностей потребителей. Одним легче отказаться от обычных сигарет при частом или интенсивном потреблении электронных, для других разница не заметна. Так, отдельные исследователи частично связывают «бум» на вейпы в США в 2014—2015 годах со спадом числа курильщиков на 1,7 %. Но эти данные сами по себе не доказывают, что ЭСДН помогают отказаться от курения. На успех или неудачу влияет ряд факторов: мотивация; модель устройства, частота и продолжительность его использования; вид жидкости; особенности курильщика (степень никотиновой зависимости, предыдущие попытки бросить курить и другое); нормативно-правовая среда.
Официально FDA не разрешает продажу электронных сигарет в терапевтических целях, таких как отказ от курения. В 2008 году ВОЗ выпустила пресс-релиз, в котором не одобряла использования электронных сигарет в качестве средства для отказа от курения из-за отсутствия точных данных об их эффективности. Электронные сигареты не лицензированы как средство отказа от курения. Тем не менее, данные исследований показывают, что курильщики пытаются отказаться от табакокурения с помощью вейпов. В исследовании более 10 тысяч американских бросающих курильщиков 2013 года почти половина заявляла, что пробовала электронные сигареты.
На 2020 год отсутствовали научные подтверждения эффективности ЭСДН как вспомогательного средства в отказе от курения. ВОЗ считала более предпочтительным традиционные меры правительств, например, краткие консультации специалистов здравоохранения, бесплатные общенациональные телефонные линии, никотинзаместительную терапию. Но организация допускала возможный положительный эффект от ЭС при должном регулировании и полном отказе от других табачных изделий.

## Влияние на здоровье
Возможное влияние электронных сигарет на системы органов:

бронхит, кашель и эмфизема;

воспаления;

снижение защитной функции иммунитета;

поведенческие изменения;

тремор и мышечные спазмы;

нарушение памяти (установлено в экспериментах на животных);

тошнота и рвота;

контактный дерматит.
Трудности с определением токсичности аэрозоля связаны с вариациями моделей и жидкостей электронных устройств. Например, на 2019 год большинство исследований токсичности вейпинга концентрировалось на устройствах с мощностью менее 25 Вт. Их выводы нерелевантны для более мощных приборов. Влияние на здоровье разных затяжек тоже неодинаково, так как уровни выбросов между первыми вдохами варьируются из-за нагнетания температуры в испарителе в течение первых 5—10 минут. Состав аэрозоля изменяется в зависимости от наполнителя, интенсивности курения и материалов, используемых в производстве. Размеры частиц в аэрозоле ЭС не сильно отличаются от таковых в обычном табачном дыме, но из-за разницы в составе электронные и традиционные сигареты оказывают неодинаковое влияние на организм.
Основными веществами аэрозоля ЭС, вызывающими опасения медицинского сообщества, являются металлы, в частности, никель и свинец. Их воздействие способно привести к заболеваниям нервной, сердечно-сосудистой и дыхательной систем. Природа и количество образующихся металлов зависят от конструкции электронной сигареты, в определённых условиях их содержание в аэрозоле может быть больше, чем в сигаретном дыме. Карбонильные соединения в паре вейпов также потенциально опасны для пользователей. Формальдегид является канцерогеном для человека, ацетальдегид — возможным канцерогеном, акролеин — сильным раздражителем дыхательной системы, а глиоксаль — мутагеном. Большинство карбонилов образуется в результате термического разложения увлажнителей, пропиленгликоля и глицерина. Подобные компоненты содержатся и в дыме обычных сигарет, но в более высокой концентрации. Например, исследования показали, что уровни ацетальдегида в аэрозоле электронных сигарет были в 450 раз ниже, канцерогенного формальдегида — в 9 раз. Но эксперты ВОЗ всё равно опасались, что их содержания достаточно для оказания негативного эффекта на организм человека. Кроме того, в жидкость для вейпа могут попадать вещества, содержащиеся в пластике картриджа и мундштука, например, бисфенол А.
Электронные сигареты вышли на рынок без обширных доклинических токсикологических или долгосрочных испытаний безопасности, которые потребовались бы для традиционных терапевтических средств или медицинских устройств. Популярность продукции вызывает беспокойство научного сообщества и рост числа исследований о её влиянии на организм. Так, анализ публикаций по теме за 2003—2018 годы показал увеличение их числа почти на 24 % в последний год. Тем не менее, модельный ряд ЭС регулярно обновляется, и работы могут не отражать реальной ситуации. Результаты добровольных опросов населения, проходивших в разных странах, также считаются нерелевантными, потому что участвуют в них зачастую люди, поддерживающие курение электронных сигарет.
В 2023 году впервые было показано как безникотиновые электронные сигареты оказали разрушительное воздействие на лёгкие. Жидкость для электронных сигарет, не содержащая никотина, оказала разрушительное влияние на микроциркуляцию в лёгких. Учёные описали механизм, лежащий в основе этого повреждения. Также вредными оказались образцы с любым уровнем никотина, химический состав никотиновых образцов жидкостей отличался от безникотиновых только содержанием никотина.

### Общее воздействие на организм
| Компонент или вещество        | Действие на организм |
| ----------------------------- | --- |
| никотин                       | опухоли лёгкого, зависимость, канцероген для желудочно-кишечного тракта, повышение артериального давления, снижение развития мозга у подростков |
| котинин                       | снижение фертильности |
| ацетальдегид                  | канцерогенный эффект, обострение при алкогольном поражении печени                                                                               |
| акролеин                      | раздражение глаз, дыхательных путей и желудочно-кишечного тракта                                                                                |
| формальдегид                  | канцерогенный эффект, бронхит, пневмония и повышенный риск астмы у детей, раздражение глаз, носа и горла                                        |
| ацетон                        | желудочный дистресс, слабость конечностей и головная боль, раздражение глаз                                                                     |
| глицерин                      | липоидная пневмония, раздражение глаз, кожного покрова и тканей лёгких                                                                          |
| толуол                        | повреждение почек |
| N-нитрозонорникотин           | канцерогенный эффект |
| никотиновый кетон нитрозамина | Канцерогенный эффект |
| хром                          | раздражение и воспаление лёгких, атрофия и язвы слизистой оболочки носа, снижение фертильности и репродуктивной функции                         |
| кадмий                        | негативное влияние на рак лёгких, раздражение лёгких и носовой полости                                                                          |
| свинец                        | индукция гипертонии, повреждение почек, повреждение центральной нервной системы                                                                 |

Ряд исследователей сходится во мнении, что электронные сигареты менее вредны, чем обычные. Производители продвигают свой товар именно как якобы безопасную альтернативу курению. Тем не менее вейпинг оказывает ряд неблагоприятных эффектов на здоровье органов и клеток организма.
Обнаруженные в аэрозоле ультрамелкие частицы могут способствовать системному воспалению. Акролеин раздражает слизистые оболочки глаз и дыхательных путей, вызывает слезотечение, а также проявляет мутагенные свойства. Например, в существующих исследованиях уже после 20 затяжек у некурящих ранее наблюдалось изменение экспрессии более 60 генов в альвеолярных макрофагах. Формальдегид оказывает воздействие на центральную нервную систему. Например, вейпинг способствует изменению функции мозга, что может привести к ухудшению памяти и способности к обучению, влиять на настроение, а также может вызвать лекарственную зависимость и у людей, и у животных. Отмечен негативный эффект на иммунитет: при испытаниях на мышах под воздействием аэрозоля ЭС была зафиксирована повышенная восприимчивость грызунов к инфекции гриппа A и пневмококковым бактериям.Многие рецензируемые исследования показывают, что существует связь между вейпингом и заболеваниями полости рта — от кариеса до рака. Постоянное употребление электронных сигарет также приводит к заболеваниям дёсен и высокому кровяному давлению, что может привести к инсультам.
Батареи электронных сигарет могут перегреться и взорваться, что влечёт риск несчастного случая или пожара. Основные причины — низкое качество батареи, короткое замыкание или использование несовместимых зарядных устройств, неправильное хранение устройства или его модификация.

### Сердечно-сосудистые заболевания
Ультрамелкие частицы аэрозоля (диаметром 2,5 мкм или меньше) могут проникать глубоко внутрь лёгких тканей и потенциально переходить в системный кровоток. Установлено, что вейпинг приводит к нарушениям работы некоторых клеток организма, что, в свою очередь, повышает риск развития сердечно-сосудистых заболеваний. Карбонилы в составе аэрозоля связаны с окислительным стрессом и широким спектром сердечно-сосудистой токсичности. Предположительно, вещества в составе аэрозоля способны повреждать альвеолярные капилляры. Но, предположительно, основной негативный эффект вейпинга на сердечную систему связан с токсичностью никотина. Так, исследования 2015—2017 годов отмечали у потребителей ЭС увеличение частоты сердечных сокращений, повышение артериального давления и уровня окислительного стресса; увеличение жёсткости аорты, снижение тонуса блуждающего нерва; образование тромбоцитов. Половина из рассмотренных ВОЗ клинических исследований того периода обнаружила одинаковые последствия при курении электронных и обычных сигарет, другая — меньшее. Сообщалось о случае фибрилляции предсердий у пожилого человека после употребления электронных сигарет. У вейперов могут отмечать дисфункцию эндотелиальных клеток, а также липоидную пневмонию. Хотя опасность, вероятно, ниже, чем при курении традиционных сигарет.
Некоторые исследования, наоборот, показали, что кратковременное воздействие электронных сигарет не вредит сердечно-сосудистой системе. Существуют данные о более высоком уровне карбоксигемоглобина у курильщиков по сравнению с вейперами, электронные сигареты не были связаны с ухудшением способности коронарной артерии доставлять кровь к миокарду. Отдельные исследователи связывали разницу между эффектом от вейпинга и табакокурения на повышение давления с разницей в содержании никотина. Кроме того, несоответствие в результатах может быть вызвано рядом других факторов: от личных особенностей курильщика до различий в размере выборки.

### Респираторные заболевания
Предположительно, аэрозоль электронных сигарет менее токсичен, чем табачный дым, и влечёт меньшую заболеваемость и смертность. Но для полноценной оценки
влияния недостаточно эмпирических данных, а отчёты в этой области предоставляют разные результаты. Например, отдельные исследователи сообщают, что курение электронных сигарет не вызывает обструкции дыхательных путей (ХОБЛ). Аналитики ВОЗ — что индукция воспаления, вызванная электронными сигаретами, может по-разному влиять на риски рака лёгких и хронической обструктивной болезни. Так, эксперименты 2012 года зафиксировали, что вейпинг влечёт немедленное увеличение сопротивления дыхательных путей. У вейперов обнаружены повышенные уровни муцина Mucin 5AC, связанного со снижением функции лёгких у пациентов с ХОБЛ и являющегося биомаркером хронического бронхита.
Кратковременное воздействие электронных сигарет также способно вызывать раздражение верхних и нижних дыхательных путей, бронхоспазмы и хронический кашель. Ароматизаторы, содержащие диацетил и ацетилпропионил, могут способствовать развитию облитерирующего бронхиолита. В среднем, курение электронных сигарет связано с почти двукратным увеличением риска хронических бронхитических симптомов.
Несмотря на рост числа исследований, на 2019 год токсичность аэрозоля электронных сигарет для лёгких оставалась неизвестной, но появлялось всё больше свидетельств о предположительной связи электронных сигарет с заболеваниями респираторной системы. Например, Центры по контролю и профилактике заболеваний США признавали популярность устройств причиной вспышки респираторных болезней в 2019 году. Из нескольких сотен зарегистрированных заболеваний к сентябрю 2019 года насчитывалось семь смертельных случаев. У больных замечены желудочно-кишечные (81 %), конституциональные (100 %) и респираторные (98 %) симптомы, при этом 87 % пациентов сообщали об одышке и 83 % — о кашле. У большинства пациентов наблюдалась артериальная гипоксемия (69 %), повышенное содержание нейтрофилов в крови (94 %) и трансаминазов (55 %). Заболевания, вызванные эффектом от электронных сигарет, получили в международной научной литературе название EVALI (от англ. E-ciggarete or vaping product associate lung injury). К подобным диагнозам относят воспалительные заболевания, поражающие мелкие дыхательные пути и альвеолы: липоидная пневмония, эозинофильная пневмония, диффузное альвеолярное кровотечение, интерстициальное заболевание лёгких, связанное с респираторным бронхиолитом и гиперчувствительный пневмонит. К январю число подобных заболеваний составило более 2,5 тысяч, из которых 60 — с летальным исходом. Симптомы включали кашель, затруднённое дыхание или боль в груди, тошноту, рвоту или диарею, усталость, жар и потерю веса. Однако не известно, были они вызваны одной или разными причинами. Особенно часто о заболеваниях сообщали пользователи тетрагидроканнабинола и продуктов, содержащих витамин E, приобретённых на улицах или модифицированных. Но эксперты заявляли о необходимости дальнейших исследований.
К 2021 году российские учёные установили, что курение электронных сигарет может запустить процесс разрушения лёгочной ткани и снизить защитную функцию органа. Регулярное вдыхание аэрозоля приводит к снижению активности белков-ингибиторов, отвечающих за защиту тканей от возможного деструктивного действия ферментов.
Имеются веские доказательства того, что курение электронных сигарет ведёт к усилению кашля и хрипов у подростков, а также связано с учащением обострений астмы. Ряд исследований 2016—2017 годов во Флориде и на Гавайах выявил связь вейпинга с развитием и обострением заболевания у взрослых. В исследовании более 39 тысяч добровольцев в 2018-м использование электронных сигарет было также связано с более низкими показателями общего состояния здоровья и астмой, хотя при переходе с обычных на электронные сигареты некоторые респонденты показали улучшение лёгочной функции и уменьшение тяжести симптоматики.

### Онкологические заболевания
Данные о связи вейпинга и развития злокачественных опухолей разнятся. Существуют свидетельства, что вейпинг может увеличить общий риск их возникновения, в особенности рака лёгких, ротовой полости и мочевого пузыря. Так, в 2019 году некоторые исследования в медицинской литературе заявляли о связи электронных сигарет и развития злокачественных опухолей из-за содержания ряда определённых и вероятных онкогенов в составе жидкостей. В процессе нагрева могут образовываться альдегиды, нитрозамины, нитроснорникотин, нитрозаминкетон, полициклические ароматические углеводороды и тяжёлые металлы, потенциально канцерогенные и тератогенные соединения. Токсичные пропиленгликоль и растительный глицерин способны вызвать повреждение клеток во многих тканях. Ацетальдегид также может вызвать серьёзные повреждения лёгких, вызывая рак, нарушить мозговую деятельность и память. Никотин, содержащийся в большинстве вейп-устройств, подавляет работу естественного гена-супрессора опухолей CHEK2.
Исследования на животных, имитирующие воздействие вейпинга, показали, что вейп-аэрозоль способен повредить ДНК клеток, что потенциально влечёт развитие злокачественных опухолей. Он также способен препятствовать восстановлению ДНК и усиливать мутацию клеток. Раковые клетки, подвергшиеся воздействию аэрозоля e-сигарет, более устойчивы к препаратам химиотерапии и имеют бо́льшую выживаемость. Несмотря на влияние цисплатина, они показали повышение жизнеспособности.
Тем не менее, для установления однозначной связи между ростом популярности электронных сигарет и увеличением числа онкологических больных могут потребоваться десятилетия. Это связано с недавним появлением товара, сравнительно молодым возрастом его потребителей и разнообразием их курительных привычек. Так, большинство диагнозов рака лёгких приходится на пациентов старше 65 лет, а электронные сигареты наиболее популярны среди людей младше 35 лет. По данным 2018-го, только 15 % пользователей электронных сигарет никогда не пробовали курить ранее, и соответственно учёным трудно определить, какие последствия для здоровья вызваны вейпингом, а какие — табакокурением или их комбинацией. Предположительно, влияние вейпинга на риск развития злокачественной опухоли зависит от статуса курильщика: при отказе от табакокурения вероятность онкологических образований снижается, но всё равно остаётся на два порядка выше, чем при употреблении лекарственного никотинового ингалятора или при полном отказе от курения.

### Беременные женщины и дети
ЭСДН небезопасны для молодых людей и беременных женщин. Цитотоксичность наполнителей для электронных сигарет, которая варьируется от умеренной до высокой, связывают с концентрацией ароматизаторов. Наиболее чувствительны к ней эмбриональные стволовые клетки. Степени воздействия при вейпинге, по мнению исследователей, достаточно, чтобы вызвать потерю плода или дефекты его развития. Исследования, опровергающие цитотоксичность электронных сигарет, были профинансированы их производителями и, по заявлениям ВОЗ, не являются репрезентативными.
Электронные сигареты не выделяют смол или монооксида углерода — основных токсинов в сигаретном дыме. Поэтому многие беременные, отказавшиеся от традиционных сигарет, продолжают курить электронные, считая их более безопасными. Этой же позиции придерживаются некоторые организации, включая веб-сайт Национальной службы здравоохранения Великобритании. Однако акушерско-гинекологические опросы 2018 года зафиксировали идентичный уровень никотина среди потребителей ЭСДН и курильщиков традиционных сигарет. Любое потребление никотина, который свободно проникает сквозь плаценту, подвергает плод негативному воздействию. Оно может привести к когнитивным нарушениям, аномальному развитию лёгких, сердца, мозга и иммунной системы, а также стать причиной синдрома внезапной детской смерти. Известно, что вещество увеличивает риск выкидыша и осложнений при беременности, преждевременных родов и недостаточного веса младенца. У кормящих матерей никотин вызывает снижение выработки молока, он может проникать в организм младенца, повышая риск возникновения проблем с щитовидной железой и нарушая содержание сахара в крови. Помимо никотина, негативный эффект на здоровье беременных и кормящих матерей может оказать 2-хлорфенол.
Существует риск, что маленькие дети случайно проглотят жидкость-наполнитель или что она попадёт им на кожу. Это способно вызвать острую никотиновую интоксикацию, основными симптомами которой являются головокружение, тошнота, рвота, тахикардия, диарея, повышенное кровяное давление, слюноотделение и слезящиеся глаза. В очень тяжёлых случаях частота сердечных сокращений и артериальное давление начинают падать, и пациент может впасть в кому. Имеются отдельные сообщения о смерти детей от тяжёлой интоксикации никотинсодержащей жидкостью. Кроме того, наполнитель электронных сигарет могут употребить взрослые люди с суицидальными наклонностями или в состоянии сильного алкогольного опьянения. Например, с 2010 по 2014 год количество обращений, связанных со случайным воздействием электронных сигарет, в токсикологические центры США увеличилось с 1 в месяц до 215. Только в Кентукки показатель вырос на 333 % за 2012—2013 годы.
Американское онкологическое общество подчёркивает, что школьники и молодёжь не должны использовать электронные сигареты или любые другие табачные продукты из-за риска для здоровья. Воздействие никотина в подростковом возрасте может нанести вред развивающемуся мозгу, сформировать склонность к вредной привычке.

## Регулирование
Электронные сигареты разрешены в большинстве государств мира. К 2019 году запреты на их реализацию действовали только в 30 странах, включая Австралию, Бразилию, Норвегию, Сингапур, Мексику, Панаму и Швейцарию. В 2024 году электронные сигареты стали также запрещены в Казахстане. В других регионах, в частности, в Европейском союзе и США, электронные сигареты регулировались либо как табачные изделия, либо как непатентованные потребительские и фармацевтические товары, либо не контролировались вовсе. Отсутствие должного регулирования отрасли вызывает опасения ВОЗ, так как ситуация может способствовать нормализации вредной привычки.
После выхода электронных устройств на американский рынок региональные политики предпринимали кампании по их запрету. Например, в 2009 году чиновники представили законопроект о полном ограничении вейпов в Калифорнии, который тем не менее был отклонён губернатором Арнольдом Шварценеггером. В декабре 2010 года апелляционный суд США постановил, что FDA не может запретить электронные сигареты, если в их рекламе отсутствуют заявления о терапевтическом эффекте. Орган допускал безрецептурную продажу электронных сигарет с никотином и без него, и к 2013 году обороты отрасли в стране достигли миллиарда долларов. Уже через пять лет власти заявили об «эпидемии» вейпинга среди молодого поколения, что стимулировало ограничение сферы. В 2018 году был введён запрет на электронные сигареты в общественных местах. К 2020-му устройства приравняли к табачным изделиям, FDA разрабатывал правовые акты об ограничении доступа молодёжи к ЭС, например, о повышении минимального возраста для реализации устройств.
В отличие от США во многих странах уже к 2014 году политики ввели более строгие нормы. Например, в марте Европейский парламент и Совет приняли решение прекратить маркетинг никотинсодержащих устройств. Был разработан новый регламент, который устанавливает верхний предел концентрации никотина в жидкости для электронных сигарет — 20 мг/мл. Одновременно в Канаде продукцию отнесли к товарам, подпадающим под действие Положений о медицинских устройствах и Закона о пищевых продуктах и лекарствах, что требовало от производителей научных доказательств их безопасности и эффективности. Так как однозначных данных об этом компании предоставить не смогли, никотинсодержащие электронные сигареты и жидкости были запрещены к продаже. В 2016 году в Великобритании, Новой Зеландии, Финляндии, Дании и Австрии устройства лицензировались как лекарство или лекарственные средства, во Франции разрабатывался проект о запрете вейпинга в общественных местах.
В России антитабачные меры в отношении никотинсодержащей курительной продукции ужесточили в 2020—2021 годах. Поправки к федеральному законодательству приравняли электронные сигареты и вейпы к табачной продукции, была запрещена их реклама и свободная выкладка. После повышения акцизов на 20 % в сентябре 2020-го ставка налога на электронные сигареты составила 60 рублей за штуку. В июле 2022-го Минпромторг не поддержал запрет на вейпы и электронные сигареты в России, опасаясь увеличения контрабанды и потерь для российского бюджета. Как альтернативную меру чиновники рассматривали введение обязательной маркировки, что поддерживали производители. 30 ноября 2022 г. Председатель Правительства России подписал постановление, вводящее с 15 декабря 2022 г. обязательную маркировку средствами идентификации жидкостей в том числе безникотиновых, для электронных сигарет, а также в составе электронных сигарет одноразового использования.
Регулирование электронных сигарет предусматривает не только ограничение продаж и рекламы продукции. Основные цели практики — предотвращение начала использования ЭСДН некурящими людьми и детьми, сокращение рисков для здоровья от использования этих устройств. Регулирующие органы обязаны ограничить линейку привлекательных для молодёжи вкусов; ввести запрет на курение ЭС в общественных местах; организовать систематический национальный надзор за сферой и утилизацией отходов; проводить мониторинг потребительского поведения; обязать производителей раскрывать информацию о продукте. Например, в реальности содержание никотина в жидкости электронных сигарет может отличаться от заявленного на упаковке. Отсутствие точной информации лишает пользователей возможности контролировать количество вещества, поступающего в кровь. ВОЗ подчёркивает необходимость жёсткого надзора за маркировкой электронных сигарет. Кроме того, правительства разных стран могут выделять средства на изучение влияния электронных сигарет и распространение этого знания. Например, в 2013—2015 годах австралийское лейбористское правительство выделило более миллиона долларов на исследование эффективности ЭС в отказе от табакокурения. К 2018 году около 80 % опрошенной молодёжи не видело большого вреда от регулярного использования электронных сигарет. Экспертов ВОЗ беспокоила такая позиция, потому что она могла влиять на поведение, связанное с употреблением табака. Чтобы больше молодых людей узнало о последствиях никотиновой зависимости, которую вызывает вейпинг, власти разных стран организовывали просветительские программы. Например, Управление по санитарному надзору за качеством пищевых продуктов и медикаментов США запустило в 2018 году кампанию «Реальная стоимость», посвящённую последствиям популяризации электронных сигарет.
На международном уровне анализ распространённости вейпинга проводит ВОЗ. Так, организация включает данные о потребителях устройств в двухгодичный отчёт о глобальной табачной эпидемии, на основе которого эксперты формируют рекомендации правительствам. Растущее количество данных показывает, что пользователи электронных сигарет более чувствительны к цене, чем пользователи сигарет, и повышение цен на сигареты является одним из факторов снижения популярности вейпов. Например, в рамках борьбы с табачной эпидемией в 2021 году в России ставки акцизов на сигареты, табачную продукцию и электронные сигареты выросли на 20 %.
В некоторых странах, которые вводят ограничения на никотинсодержащие электронные сигареты, сформировалась подпольная сеть для поставки жидкостей. Они могут доставлять как обычные жидкости с никотином, так и содержащие кофеин, запрещённые вещества, этиленгликоль и металлы. Например, объём нелегального рынка табачной продукции и электронных сигарет в Рунете по итогам 2020 года, предположительно, превысил 500 млн рублей, из которых на вейпы приходилось только около 1,3 %.

## Маркетинг
Стратегии
Табачные компании используют широкий спектр маркетинговых тактик для продвижения своей продукции. Большинство брендов ЭС позиционирует их как недорогие бестабачные альтернативы традиционным сигаретам, не подпадающие под действие законов о запрете курения в общественных местах. Анализ сайтов разных марок 2012 года зафиксировал заявления о возможности обойти политику бездымной среды с помощью вейпов в 71 % случаев. Компании активно продвигают культуру электронных сигарет, используя агрессивные стратегии, похожие на те, которые использовались для рекламы сигарет в 1950-х и 1960-х годах. Например, они могут апеллировать к чувству бунтарства, чему также способствует слабо регулируемый характер продукта. Ролики и плакаты внушают идею, что использование электронных сигарет — это «весело и социально приемлемо». Такая практика, по мнению ВОЗ, приведёт к росту нового поколения никотинозависимых людей. Среди посылов рекламы ЭС встречаются, например, заявления о:
- свободе («Кури где угодно», «Нарушай правила», «Возьми назад свою свободу», «Vape — борись за свои права»);
- безопасности («Более здоровый способ курить», «Здоровые e-cigarettes», «Дыши свободнее», «Больше докторов парит, а не использует традиционные сигареты», «Нет раку лёгких, нет плохому дыханию, нет чёрным губам»);
- помощи в отказе от курения («Зачем бросать? Переходи на Blu», «Это работает», «Выглядит, ощущается и пахнет как настоящая сигарета»);
- статусности («Слабые люди курят, сильные — бросают, интеллигентные — парят», «Умное курение»);
- социальном признании («Оставайся в моменте», «Лидер группы»);
- безопасности для окружающей среды и другое[21][121][122][123].

Некоторая реклама содержит изображения докторов или учёных, ложные заявления об отсутствии вторичного дыма, а также сравнение с никотинзаместительной терапией. Сайты брендов обычно заявляли, что электронные сигареты производят якобы только «безвредный водяной пар». Тот факт, что электронные сигареты содержат никотин, вызывающий сильную зависимость, зачастую опускают, и потребители могут не осознавать потенциальный вред продукции. Опросы 2015 года показали, что рекламные тактики оказывают значительное влияние на популярность ЭС: более 80 % пользователей считало их безопаснее сигарет, и три четверти — начало употреблять, чтобы сократить курение или избежать рецидива.
Основная часть маркетинга электронных сигарет осуществляется через интернет и социальные сети, такие как YouTube, Facebook, Instagram и Twitter. Также важным каналом продвижения являются телевидение, радио и печатные СМИ, где реклама традиционных сигарет запрещена с 1970-х годов. Уже в начале 2010-х годов большинство респондентов в США (48 %) указывало телевидение в качестве источника информации об электронных сигаретах. С 2011 по 2013 год просмотры рекламы вейп-продукции на телеэкранах увеличились на 256 %, охватив среди прочего 24 миллиона молодых людей. В результате к 2013-му количество поисковых запросов об электронных сигаретах превышало запросы на никотинозамещающую терапию (НЗТ) и снюс, которые широко представлены на рынке. Курение вейпов знаменитостями, которое также способствует повышению продаж, отмечается с 2009 года. Актриса Кэтрин Хейгл была первой, кто открыто выкурил электронную сигарету на телевидении. В употреблении электронных сигарет замечены Кэти Перри и Леонардо Ди Каприо, эти устройства были зафиксированы также в фильме «Цимбелин», телесериале «Настоящий детектив» и ряде других.
Помимо интернет-маркетинга, печати и телевидения, табачные компании работают с организациями, основанными для продвижения культуры электронных сигарет. Например: состоящая из производителей, дистрибьюторов и розничных продавцов The Electronic Cigarette Association, основанная потребителями и производителями Consumer Advocates for Smoke-free Alternatives Association. Эти группы стремятся замедлить или остановить принятие норм, направленных на ограничение продаж и использования вейпов.
К 2020 году агрессивная маркетинговая политика таких брендов, как например, Juul, позволяла компаниям быстро захватывать рынок. Например, весной 2021-го маркетологи выкупили весь номер журнала о здоровье American Journal of Health Behavior, чтобы опубликовать 11 исследований о том, как продукция помогает бросить курить. Но успех подобных акций сильно зависит от правового регулирования внутри страны, и в США компания неоднократно сталкивалась с судебными исками. Эксперты отмечали необходимость регулирования сферы с учётом потенциальной опасности для здоровья молодёжи и некурящих, которые являются одной из целевых групп производителей электронных устройств.
Молодая аудитория
Ведущие бренды электронных сигарет заняли позицию, согласно которой их продукция не должна продаваться среди молодёжи. Но оценка их маркетинговых кампаний показала, что в 2015-м минимум 73 % опрошенных подростков в возрасте от 12 до 17 лет подверглись рекламе электронных сигарет от, например, одного из наиболее продаваемых брендов — Blu. В 2014—2016 число подростков, заметивших любую рекламу электронных сигарет в США, выросло с 69 % до 78 %.
Управление по санитарному надзору за качеством медикаментов подчёркивает, что маркетинг электронных сигарет ориентирован на молодёжь и детей. Например, производители могут создавать имидж курения как взрослого поведения, повышая тем самым привлекательность вейпов для несовершеннолетних. Другими соблазнительными аспектами электронных сигарет для них являются сладкие ароматы (например, гавайский пунш, жевательная резинка и шоколад) и красочный дизайн упаковки. Устройства зачастую выглядят как предметы повседневного обихода (например, USB-флешки), что позволяет молодым потребителям скрывать привычку от учителей и родителей. Производители не используют в своей рекламе слово «сигарета», чтобы избежать негативных коннотаций. Агрессивные маркетинговые тактики привели к критике производителей за их ориентацию на молодое поколение.
Целевая аудитория брендов ЭСДН отличается от таковой у табачных марок. Зачастую точки продаж вейпов расположены в районах с более высоким средним доходом домохозяйства. Это связано с созданием имиджа электронных сигарет как более современных альтернатив курению. В некоторых странах, например, в Словении, точки продаж располагали в непосредственной близости со школами.
Уязвимые группы населения — подростки и молодые люди — чаще подвергаются воздействию телевизионного и цифрового маркетинга. Это вызывает беспокойство медицинского сообщества, особенно на фоне слабой регуляции сферы. Так, только в Twitter'е количество постов об электронных сигаретах увеличилось в 10 раз в течение 2009—2010 годов. За последующие три года охват молодёжи телевизионной рекламой электронных сигарет в США вырос более чем на 256 %, большинство роликов появлялось на кабельных телеканалах. Так, лидерами по числу подобных роликов являлись AMC, Country Music Television, Comedy Central, WGN America, TV Land, VH1 и другие. Реклама электронных сигарет появлялась в таких популярных среди подростков программах, как «Холостяк», «Большой брат», «Выживший». В целом за этот период охват разных видов рекламы вейпов достиг 24 млн молодых людей. К 2015 году только около 12 % проанализированных сайтов ЭС имели возрастные ограничения, требующие от пользователя указать свой возраст. Никаких доказательств или дополнительных подтверждений не требовалось.
Ограничения на рекламу
В течение 2010-х годов крупные табачные компании активно выкупали независимые бренды электронных сигарет, объединив табачный и бестабачный рынки. Предположительно, к 2024 году 75 % общей прибыли рынка ЭС будет относиться к трём крупнейшим табачным производителям. Это вызывает беспокойство по поводу популярности вейпов, так как они приносят прямую прибыль табачной промышленности. Есть также опасения, что некоторые компании используют, преднамеренно или нет, рекламу электронных устройств для поощрения курения.
На фоне консолидации рынка в начале 2010-х годах наблюдалось увеличение маркетинговых расходов. По одним данным, за 2012—2015 годы бюджеты рекламных кампаний электронных сигарет выросли более чем на 1200 %. В отсутствие должного регулирования, только в первом квартале 2013 года американские производители потратили более 15 млн долларов на рекламу, а размер самой отрасли в США достиг 2 млрд долларов. Согласно другим источникам, к 2014 году производители электронных сигарет увеличили свои маркетинговые расходы с 75,7 млн до 115,3 млн долларов. Рекламные фонды отдельных марок достигали 12,4 млн долларов. При этом устройства стали вторым по популярности продуктом, рекламируемым в печатных журналах. На продвижение в интернете только в США и Канаде ежегодно тратится более 2 млн долларов.
Регулирование маркетинга электронных сигарет различается в зависимости от региона: в одних странах оно отсутствует полностью, в других — подпадает под законы о рекламе табачных изделий или лекарственных средств. Например, к 2016 году в Европейском союзе электронные устройства для курения нельзя было рекламировать как прямо, так и косвенно. Аналогично к 2017 году Управление по санитарному надзору за качеством пищевых продуктов и медикаментов ограничило рекламу вейпов в США. Всего к 2019 году в 48 странах действовал регламент на маркетинг электронных сигарет, в 8 из них применяли ограничения только к электронным сигаретам, содержащим никотин. Несмотря на это, появляется всё больше свидетельств о значительных финансовых вложениях табачных производителей, которые используют социальные сети и другие нетрадиционные методы продвижения для увеличения рынка электронных сигарет. Например, в 2020 году реклама Juul появлялась на сайтах телеканалов и в журналах для детей и подростков, например, Nickelodeon, Cartoon Network и Seventeen. Эксперты отмечали необходимость дальнейших мер по ограничению рекламы, которая вводит потребителей в заблуждение и способствует появлению «нового поколения никотиновых наркоманов».

## Реакция общественности
В отличие от никотинзаместительной терапии, электронные устройства получили широкую поддержку у потребителей, о чём свидетельствует большое число тематических веб-сайтов и сообществ в социальных сетях, а также офлайн-мероприятий. Например, популярный среди молодёжи бренд электронных сигарет JUUL стал настолько распространён к 2019 году, что компания удалила свои аккаунты в Instagram'е и Facebook'е, стараясь ограничить несовершеннолетних от своей маркетинговой аудитории, а сторонние компании использовали марку для собственной рекламы. В Twitter подростки даже хвастались использованием JUUL в классах, что привлекало внимание их сверстников и могло способствовать нормализации курения. При этом опросы родителей, например в Австралии, показывали, что они недооценивают использование электронных сигарет детьми.
Движение за вейпинг получило характер субкультуры, члены которой рассматривают его как хобби или более безопасную альтернативу традиционным сигаретам. Именно благодаря первым крупным форумам пользователей, таким как E-Cig-Reviews.com или UKVaper.org, появилась практика модификации устройств (моддинг). Убеждённые сторонники электронных сигарет полагают, что устройства помогают сократить распространённость табакокурения. Участники движения активно выступают за потребление электронных сигарет на форумах и в блогах, что может переходить в атаки на противников вейпинга. Пользователи электронных сигарет также способны влиять на антитабачное регулирование. Например, перед голосованием по местному регулированию электронных сигарет в Чикаго в январе 2014 года они активно высказывались против мер в официальных Twitter-аккаунтах правительства. Широко представленные в сети бренды e-сигарет могут использовать фанатов во время маркетинговых кампаний и для противодействия принятию или ужесточению антитабачных законов. Например, подобная стратегия была применена, чтобы убедить Европейский парламент существенно ослабить предложенную Директиву ЕС о табачных продуктах в октябре 2013 года.
Такие организации, как ВОЗ и Управление по санитарному надзору за качеством пищевых продуктов и медикаментов, выражают озабоченность безопасностью электронных сигарет. Но цитотоксичность и долгосрочное воздействие устройств на здоровье неизвестны. И хотя научное сообщество продолжает изучать их эффект, общественные и медицинские деятели высказывались по-разному на этот счёт. Так, главный хирург США считал рост их популярности среди молодёжи «эпидемией» общественного здравоохранения. Другие учёные также рассматривали рост употребления электронных сигарет среди молодёжи как потенциальную проблему общественного здравоохранения.
Обычные сигареты очень вредны для здоровья. Электронные сигареты просто вредны для здоровья.Хьюго Дестайлатс, исследователь из Лаборатории им. Лоуренса в Беркли
Роль электронных сигарет в сокращении табачной эпидемии не установлена. Имеющиеся данные не позволяют ВОЗ рекомендовать использование устройств для прекращения употребления табака. Но мнения экспертов по этому вопросу расходятся. Например, президент Australian Medical Association Стив Хэмблтон называл нерегулируемую индустрию электронных сигарет «инструментом найма» для следующего поколения курильщиков. А представитель центра клинических исследований Университета Квинсленда Корал Гартне подчёркивала, что «было бы стыдно» не исследовать их потенциал в улучшении здоровья населения. В 2011 году Американское онкологическое общество подчёркивало необходимость в «надёжных, независимых данных» на этот счёт, хотя директор отдела исследований сомневался, что вейпы станут «волшебной пулей» и будут более востребованы других мер. В 2014 году Международная ассоциация по изучению рака лёгких заявляла о необходимости отслеживать побочные эффекты при использовании ЭСДН онкологическими больными, бросающими курить. Но, например, Йоркширский центр исследования рака поддерживает использование электронных сигарет в качестве инструмента для отказа от курения. А Служба общественного здравоохранения Англии в феврале 2015 года даже опубликовала независимый обзор, согласно которому вейпинг как минимум на 95 % менее вреден, чем курение.
По отдельным параметрам аэрозоль электронных сигарет менее опасен, чем табачный дым. Ряд исследователей называет его «меньшим из двух зол», хотя и подчёркивает аддиктивный характер обоих видов сигарет. Тем не менее, многие считают, что ЭСДН так же вредны, как и другие табачные изделия. Например, в опросах американского населения 2012—2015 годов 11,5-35,7 % респондентов приравнивали их к обычным сигаретам по уровню риска для здоровья. К 2021 году почти половина респондентов из США и треть британцев считали никотиновые электронные сигареты столь же или более вредными, чем сигареты.

## Галерея

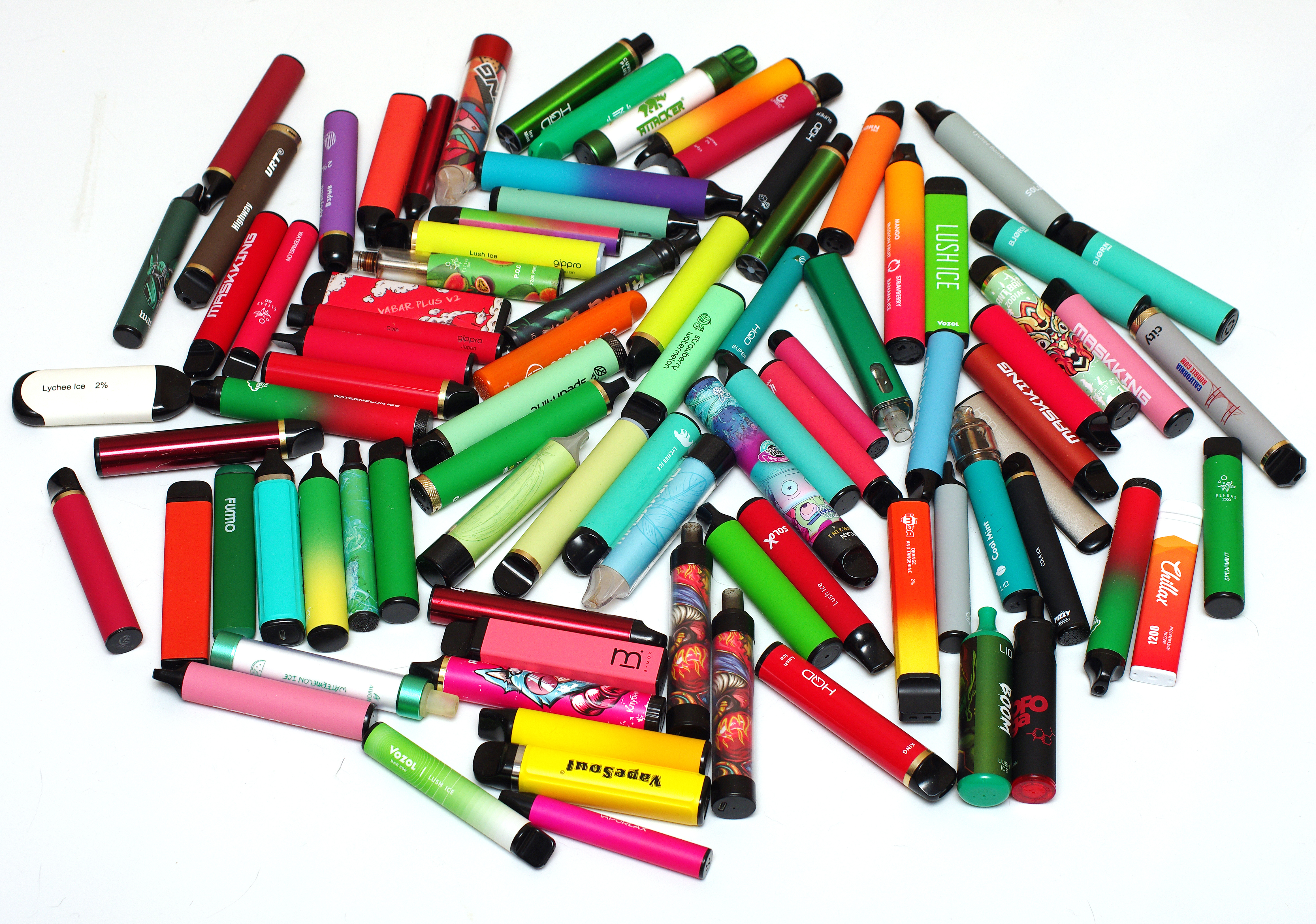
Одноразовые электронные сигареты
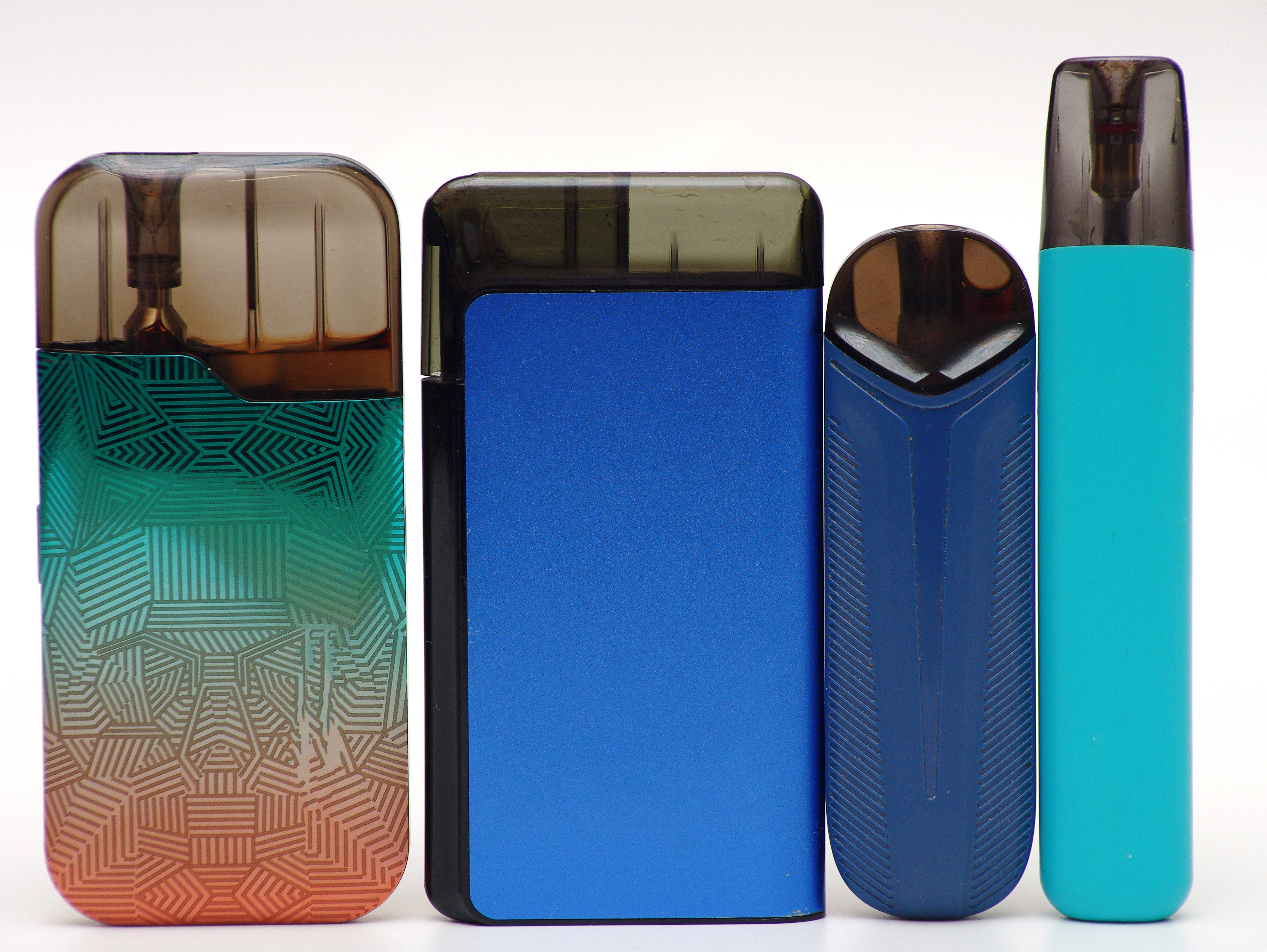
Маломощные электронные сигареты «поды» (со сменными картриджами, заряжаемые)
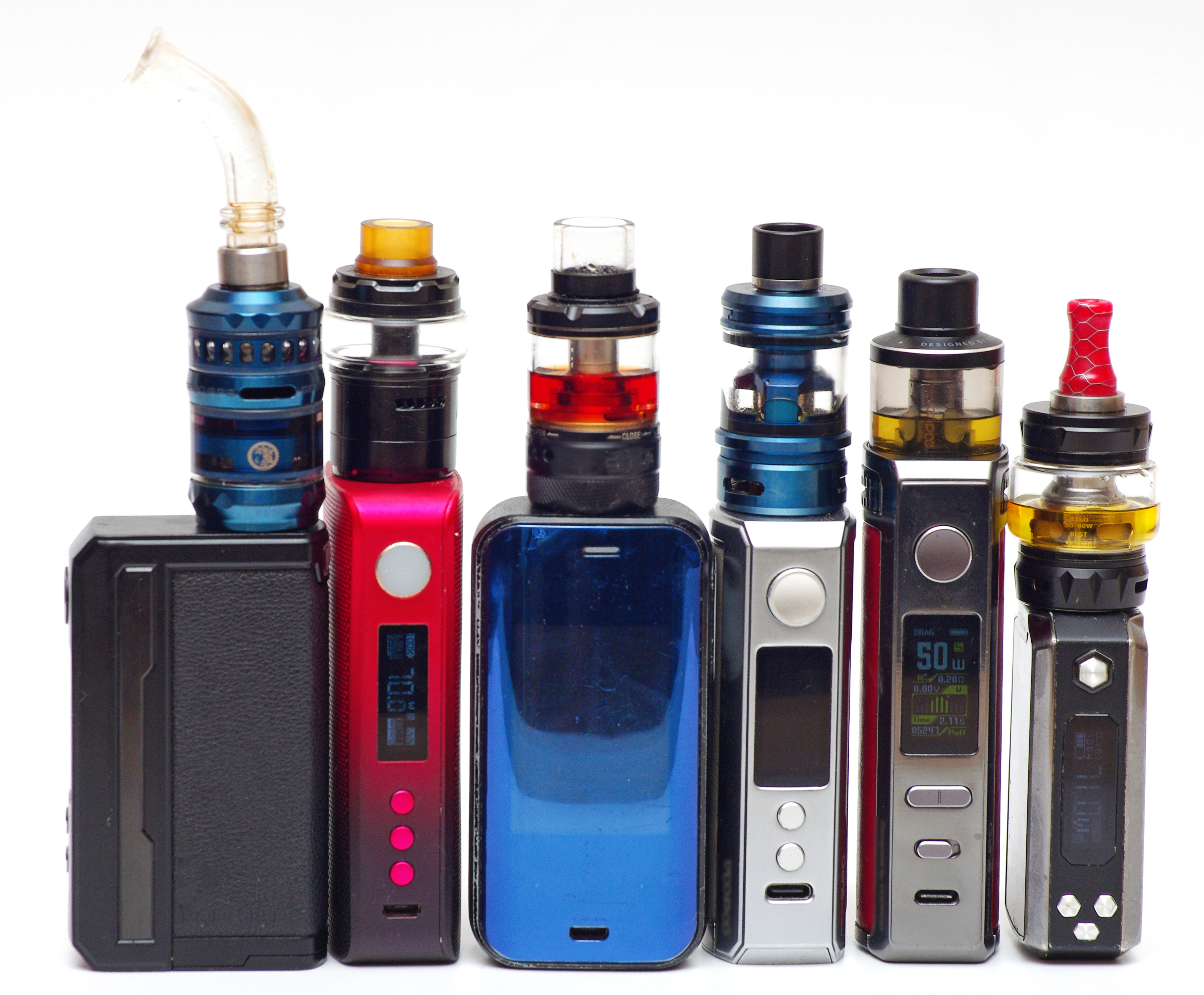
Моды: батарейные блоки с приобретёнными отдельно атомайзерами
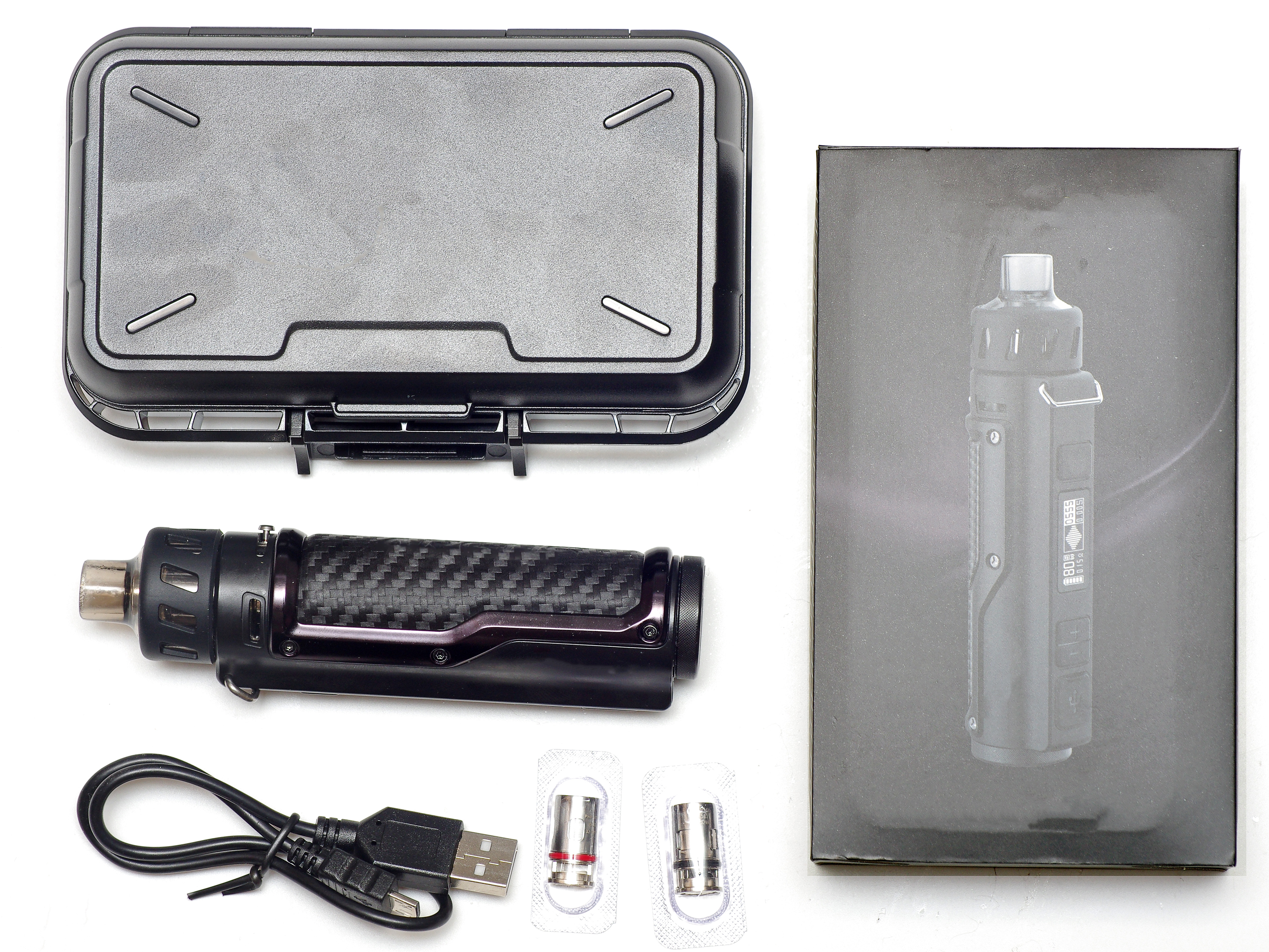
Комплектация современной ЭС: устройство с атомайзером, сменные испарители, ЗУ